# Fukui (prefectuur)
De prefectuur Fukui (Japans: 福井県, Fukui-ken) is een Japanse prefectuur in de regio Chubu op het eiland Honshu in Japan. De hoofdstad is de gelijknamige stad Fukui.

## Geschiedenis
De prefectuur Fukui is ontstaan uit de voormalige  provincies Wakasa en Echizen. Deze twee provincies smolten in 1871 samen om de prefectuur te vormen.

## Geografie

### Zelfstandige steden (市) shi
Er zijn negen steden in de prefectuur Fukui:
- Awara
- Echizen
- Fukui (hoofdstad)
- Katsuyama
- Obama
- Ono
- Sabae
- Sakai
- Tsuruga

### Gemeenten (郡 gun)
De gemeenten van Fukui, ingedeeld naar district:
| District       | Gemeenten     |
| -------------- | ------------- |
| Imadate        | Ikeda         |
| Mikata         | Mihama        |
| Mikatakaminaka | Wakasa        |
| Nanjo          | Minamiechizen |
| Nyu            | Echizen       |
| Oi             | Oi - Takahama |
| Yoshida        | Eiheiji       |

### Fusies
(Situatie op 20 maart 2006) 
Zie ook: Gemeentelijke herindeling in Japan
- Op 1 maart 2004 smolten de gemeenten Awara en Kanazu van het District Sakai samen tot de nieuwe stad Awara.

- Op 1 januari 2005 fusioneerden de gemeenten Imajo, Kono en Nanjo van het District Nanjo tot de nieuwe gemeente Minamiechizen.

- Op 1 februari 2005 werden de gemeenten Asahi, Miyazaki en Ota van het District Nyu samengevoegd met de gemeente Echizen.

- Op 31 maart 2005 fusioneerden de gemeenten Kaminaka van het District Onyu en Mikata van het District Mikata tot de nieuwe gemeente Wakasa in het District Mikatakaminaka.

- Op 1 oktober 2005 fusioneerden de stad Takefu en de gemeente Imadate van het District Imadate tot de nieuwe stad Echizen.

- Op 7 november 2005 werd de gemeente Izumi van het District Ono aangehecht bij de stad Ono. Het District Ono verdween als gevolg van deze fusie.

- Op 1 februari 2006 werden de gemeente Miyama van het District Asuwa en de gemeenten Koshino en Shimizu van het District Nyu aangehecht bij de stad Fukui. Het District Asuwa verdween als gevolg van deze fusie.

- Op 13 februari 2006 werden de gemeenten Matsuoka en Kamishihi van het District Yoshida samengevoegd met de gemeente Eiheiji.

- Op 3 maart 2006 werd de gemeente Natasho van het District Onyu aangehecht bij de gemeente Oi (gemeente Fukui) van het District Oi. Het District Onyu verdween als gevolg van deze fusie.

- Op 20 maart 2006 fusioneerden de gemeenten Harue, Maruoka, Mikuni en Sakai van het District Sakai tot de nieuwe stad Sakai. Het District Sakai verdween als gevolg van deze fusie.

## Cultuur
- In de prefectuur Fukui bevindt zich Maruoka-jo. Dat is het oudste nog bestaande kasteel van Japan. Het werd gebouwd in 1572.
- Eiheiji, een tempel waar men boeddhistische monniken opleidt. De tempel werd opgericht door Dogen Zenji in 1244.
- Er zijn veel fossielen van dinosauriërs gevonden in Fukui en ze zijn te zien in het Fukui Dinosaurus Museum.
- De bewoners van Fukui hebben een accent genaamd Fukui-ben.